# Monarque oreillard
Carterornis leucotis
Espèce
Statut de conservation UICN

 LC  : Préoccupation mineure
Le Monarque oreillard (Carterornis leucotis syn. Monarcha leucotis) est une espèce d'oiseaux de la famille des Monarchidae.

## Répartition
Son aire s'étend du nord de la péninsule du cap York au nord-est de la Nouvelle-Galles du Sud.

## Habitat
Il habite en plaine dans les forêts subtropicales ou tropicales humides.